# الجامع الكبير (تارودانت)
الجامع الكبير هو جامع يقع في تارودانت في المغرب ويحسب على عهد الدولة السعدية، باعتبار أن السعديين هم أول من قام بتجديده، ويعد من أكبر المساجد السعدية على الإطلاق، جدد بناء الجامع الكبير بتارودانت السلطان محمد الشيخ، في منتصف القرن 16م.

## التاريخ
يعود تاريخ بناءه لأزيد من خمسة قرون، ويعتبر مؤسسة اجتماعية وعلمية وفكرية وتاريخية وثقافية، حسب المستشرق ليفي بروفنسال و الذي يقول عن أهميَّة الجامع في الحضارة الإسلاميَّة : «المركز الحقيقي الذي يُعَدُّ قلب المدينة الخفَّاق هو المسجد الجامع، وما يلاصقه في أي مدينة إسلاميَّة لها شيء من الأهمية، ذو منزلة تُغني على كل إطناب، ذلك بأنه ليس بيت العبادة فحسب، ولكنَّه المركز الذي تدور حوله الحياة الدينية، والعقلية، والسياسية للمدينة». كما ذهب رأي آخر للقول ان المسجد الجامع، يمكن اعتباره مقر برلمان محلي مصغر لأهل الحل والعقد، حيث تتخذ من فوق المنصة/المنبر القرارات التوجيهية، لذلك يَجب أن يتخذ المسجد الجامع مِفْتاحًا لكل دراسة طبوغرافيَّة أو تاريخيَّة في أي مدينة إسلاميَّة، والواقع أنه من النَّادر أن يصف جغرافِيٌّ عربي مدينة دون أن يبدأ بجملة من الأخبار عن المساجد فيها.
ولو بحثنا في دور المسجد الجامع الكبير بتارودانت والقرارات التي اتخذت ما بين محرابه ومنبره وخرجت من هناك إلى أرجائه في فترات سابقة من تاريخه، لوجدنا عاملين أساسيين يقفان وراء هذا السر الرباني: أولهما يرجع للمسجد بذاته ويتمثل في اقتداره على أداء دوره في توجيه الحياة، وثانيهما يرجع إلى المجتمع ويتمثل في الطابع الديني الذي كان يسيطر على حياة الناس ويصبغها صبغة دينية شاملة، يضاف لهذين العاملين عامل ثالث متمم، هو كون المجتمع المغربي بصفة عامة قبل خضوعه لنظام الحماية لم تكن به مؤسسات اجتماعية تزاحم المسجد وتنافسه في دوره الذي انفرد به دون غيره. فقد اقتضى تطور المجتمع أن تقوم فيه مؤسسات متنامية أخذت لها أدواراً تضطلع بها، فقامت المدرسة العصرية إلى جانب المسجد، وأصبحت هي المسؤولة عن مهمة تعليم النشئ وتربيته. تحولت مظاهر حكم السلطان من المسجد الجامع إلى مواقع أخرى في المجتمع تمارس فيها ومنها عمليات التشريع والتوجيه والتخطيط والتنفيذ الكبرى ذات الأثر البعيد في صياغة الحياة العامة للمجتمع.
تحل بنا الذكرى الثانية ” للنكبة ” الرودانية التي أتت على المعلمة الحضارية المغربية ” المسجد الجامع الكبير” بتارودانت يوم الثلاثاء 26 جمادى الثانية 1434 موافق 7 ماي 2013 أثناء صلاة الصبح، هو ثالث ثلاثة مساحة وعمارة وأقدمية تاريخية بعد القرويين للأدارسة بفاس والكتبيين للموحدين بمراكش والجامع العتيق للسعديين بتارودانت، على الدوام حظي بعناية ربانية تتجسد في الأهمية الخاصة والعناية الفائقة التي حظي بها مند تجديد عمارته ابان الفترة الأولى التي شهدت خلالها الدولة السعدية ازدهارا مطردا في جميع الميادين الاجتماعية والاقتصادية والسياسية التي كان منبعها رحم المسجد العتيق، كما كان يسمى في الفترة السعدية تمييزا له عن المسجد الجديد بأم الأحباب الذي أسسه عبد الملك بن مروان بعد انتقال العاصمة السعدية لمراكش؛ الجامع الكبير كان يعتبر بحق جامعة رودانية ومدرسة مولوية درس بها بعض الأمراء السعديين، وكانت تدرس به مختلف العلوم الدينية وعدد من العلوم الدنيوية خاصة الحساب/الجبر لارتباطه بالفرائض، والهندسة لارتباطها بعلم الفلك وعلاقته بالمواسم الفلاحية والدورات الزراعية والهندسة المعمارية، وأعظم تطبيق لعلوم الهندسة المُدرّسة سابقا بمسجد الجامع الكبير، هو شاهد عصره سور تارودانت العظيم بكل ما تحمل الكلمة من معاني العظمة ابهرت الخبراء الأوربيين الذين ساهموا بخبرتهم في أشغال الندوة الدولية 1995 التي عقدت بتارودانت قبل عقدين بخصوص ترميم سور تارودانت.
قبل وضع النظام الإداري الحالي للأوقاف مع دخول نظام الحماية الفرنسية للمغرب، كانت جميع الهبات الحبسية يتم وقفها لفائدة المساجد، وقد حظي المسجد الجامع الكبير بالنصيب الأوفر منها، نادرا ما تخرج الوقفيات عن هذا النطاق، هذا التوجه كان له اثره الإيجابي على ازدهار مدرسة/جامعة المسجد الجامع العتيق لدرجة أن موظفي الدولة السعدية الكبار، حتى بعد انتقالها إلى مراكش، تخرجوا من الجامع الكبير، كذا قواد الجيش وحيسوبي الدولة وقضاتها وحجابها درسوا بهذا الجامع، وكفى بها من مدرسة فخرا، أنها خرجت سلطان عصره الذي أعاد للمغرب هيبته بين الدول، أحمد المنصور الذهبي ذاته. 
في نفس المجال بشكل مغاير، حظي المسجد الجامع الكبير بهبات وقف حبسي عبارة عن كتب وأسفار ومخطوطات كدعم للمدرسة من الأمراء والسلاطين، شكلت أساس أول خزانة علمية شاملة عامة بتارودانت، وهي أول مكتبة عامة بحاضرة سوس، تأسست مند عهد دولة السعديين وبقيت تزخر بمدخراتها المخطوطة القيمة إلى منتصف عقد الخمسينات من القرن العشرين، وكان أول وقف كتبي موثق هو للسلطان عبد الله الغالب بن محمد الشيخ السعدي نهاية القرن العاشر الهجري، ثم قائمة طويلة بما تبرع به ابي مروان بن عبد الملك السعدي، ثم الأمير عبد الملك بن المولى إسماعيل العلوي حبس عددا من الأسفار بتاريخ 10 محرم 1139هـ، بعده السلطان محمد بن عبد الله وابنه المولى عبد السلام، ثم المولى الحسن بن محمد بن عبد الرحمان الذي أرسل إلى القاضي الطيب بن محمد التملي الروداني مجموعة كتب مطبوعة بالآلة الحجرية التي اشتراها الروداني في المشرق، وأول ما طبع بها للتبرك به 103 نسخ من كتاب الشمائل المحمدية للترمدي في 144 صفحة، بعث الأمير 5 نسخ منه لخزانة الجامع الكبير، وكتب أخرى بتاريخ 11 ربيع الأول النبوي 1284 هـ/ 29 يونيو 1865م ؛ بعض هذه المدخرات تحول من تارودانت إلى فاس ومن هناك إلى مكتبة أسكوريال باسبانيا، ، وآخر ما بقي من الكتب والمخطوطات قامت جمعية علماء سوس بتحويله إلى خزانة المعهد الإسلامي بتارودانت سنة 1958، ليتحول بعضها مرة أخرى إلى مقبرة الخزانات الخاصة …

## أحداث
- يوم الخميس 29/03/1947 /1364هـ حل محمد بن يوسف بتارودانت في أول زيارة له، وأخبر أن المسجد الجامع الكبير بالمدينة سقوفه تكاد تخر وتنهد الجدران أرضا، لما عاد إلى قصره بالعاصمة، أعطى أمره إلى محمد ملين مندوب عموم الأوقاف بالرباط، في الحين أزيل السقف التحفة المزخرف بفن التربيع والتوريق، رممت جدران الطابية، أعيد بناء السقف الهرمي بلاطا تلو الآخر، تلته عملية تركيب عود الأرز المزخرفة صفيحة تلو الأخرى، ليكتمل شكل العمارة الفنية الداخلية؛ حاولت سلطات الاحتلال استغلال حدث الترميم بعد نهايته لتعقد بالمسجد الجامع الكبير البيعة الصورية لمحمد بن عرفة، لكن اعتراض الرودانيين بل تهديدهم بنسف الحفل، حدى بالمحتل الفرنسي لتحويل الحدث إلى المسجد الجامع بسيدي وسيدي. 1980م / 1400هـ، تم تخصيص مبلغ 541920 درهم لترميم الجامع الكبير من ميزانية وزارة الأوقاف، من دون التطرق لما شاب العملية من تشويهات معمارية طالت تقاسيم وتحريفات الصومعة ومواد البناء الحديثة التي أدخلت قصرا في الترميم. 2002م / 1423هـ ميزانية أخرى للترميم من وزارة الأوقاف قاربت 700 مليون سنتيم، حصلت على الصفقة من المنبع شركة فضلت الاشتغال في الظل والتكتم. لنصل إلى يوم الثلاثاء 26 جمادى الثانية 1434 موافق 7 ماي 2013 أثناء صلاة الصبح، لما اندلعت على حين غفلة نار لم تبقي ولم تذر سوى 15% من مجموع المسجد، هي عبارة عن صومعة على طرف وصاريات بالوسط وجدار محيط كله متصدع، تخاله مسجد حسان بالرباط ؛ بلغ صدى “النكبة” كافة أصقاع المعمور، فتدخل الملك محمد السادس وتكفل بإعادة بناء المسجد الجامع الكبير بتارودانت من ماله الخاص بغلاف مالي قدره 27.537.235.46 درهما.[2]
- 7 مايو 2013 : احتراق الجامع الكبير الذي يعود تاريخه إلى العصر السعدي والذي يعد من أكبر المساجد التاريخية بالمغرب، يعزى سبب الاحتراق إلى تماس كهربائي، فحاولت السلطات المحلية إخماد الحريق لكن طبيعة بناء المسجد وسقفه الخشبي حالت دون تدخل ناجع لإخماد الحريق، وقد تدخل الملك محمد السادس وقرر إعادة إصلاح هذا المسجد من ماله الخاص وقد تم إعادة ترميم المسجد وفتحه من جديد سنة 2016 م .[3]